# Embajada de Rusia en Washington D.C.
La Embajada de Rusia en Washington D.C. (en ruso: Посольство России в США) es la misión diplomática de la Federación Rusa en Estados Unidos. La cancillería está ubicada en 2650 Wisconsin Avenue, Noroeste de Washington D. C. la embajada supervisa los consulados de Nueva York y Houston.

## Residencia del embajador
La residencia del embajador ruso Anatoli Antonov está ubicada en 1125 16th Street, Northwest, Washington D. C. construida en 1910, esta mansión Beaux-Arts sirvió como embajada rusa o soviética durante períodos de relaciones establecidas entre 1913 y 1994.

## Nuevo recinto de la embajada en Wisconsin Avenue
La embajada de la Federación Rusa está situada en "Mount Alto" en Wisconsin Avenue Northwest, construida sobre una propiedad arrendada al gobierno soviético durante 85 años sobre la base de un acuerdo entre la Unión Soviética y Estados Unidos, concluido en 1969. Bajo el acuerdo de 1972, un territorio equivalente en Moscú iba a ser arrendado a los Estados Unidos para una nueva embajada en las mismas condiciones. El segundo acuerdo también establecía que ambas partes deberían comenzar a utilizar sus nuevos edificios simultáneamente.
La embajada fue diseñada por el conocido arquitecto soviético Michael Posokhin, quien diseñó el Palacio Estatal del Kremlin y varios otros edificios en Moscú. El edificio residencial, la escuela, el jardín de infantes y los campos deportivos se completaron en 1979. Los edificios administrativos y ceremoniales se terminaron en 1985.
A fines de la década de 1980, el FBI y la Agencia de Seguridad Nacional construyeron un túnel debajo del complejo con fines de espionaje, pero nunca fue utilizado con éxito debido a que el agente del FBI Robert Hanssen reveló información sobre la operación a la KGB.
En septiembre de 1994, durante su visita a los Estados Unidos, el presidente ruso Borís Yeltsin y el presidente estadounidense Bill Clinton inauguraron el nuevo edificio ceremonial de la embajada rusa en Mount Alto.

## Recinto
En 1985 Vitali Yúrchenko volvió a desertar aquí, después de eludir a sus manejadores en el restaurante Au Pied de Cochon en Georgetown.
El 27 de febrero de 2018, una sección de una cuadra de la avenida Wisconsin frente a la embajada pasó a llamarse Boris Nemtsov Plaza en honor a Boris Nemtsov un activista de la oposición y crítico vocal del presidente ruso Vladímir Putin quien fue asesinado a tiros por asesinos mientras caminaba por la calle un puente cerca del Kremlin el 27 de febrero de 2015. El movimiento para cambiar el nombre de la calle fue iniciado por el senador Marco Rubio quien comentó que el cambio de nombre sirve como "un recordatorio perdurable para Vladimir Putin y quienes lo apoyan de que no pueden usar el asesinato y la intimidación" para reprimir la disidencia".

## Galería

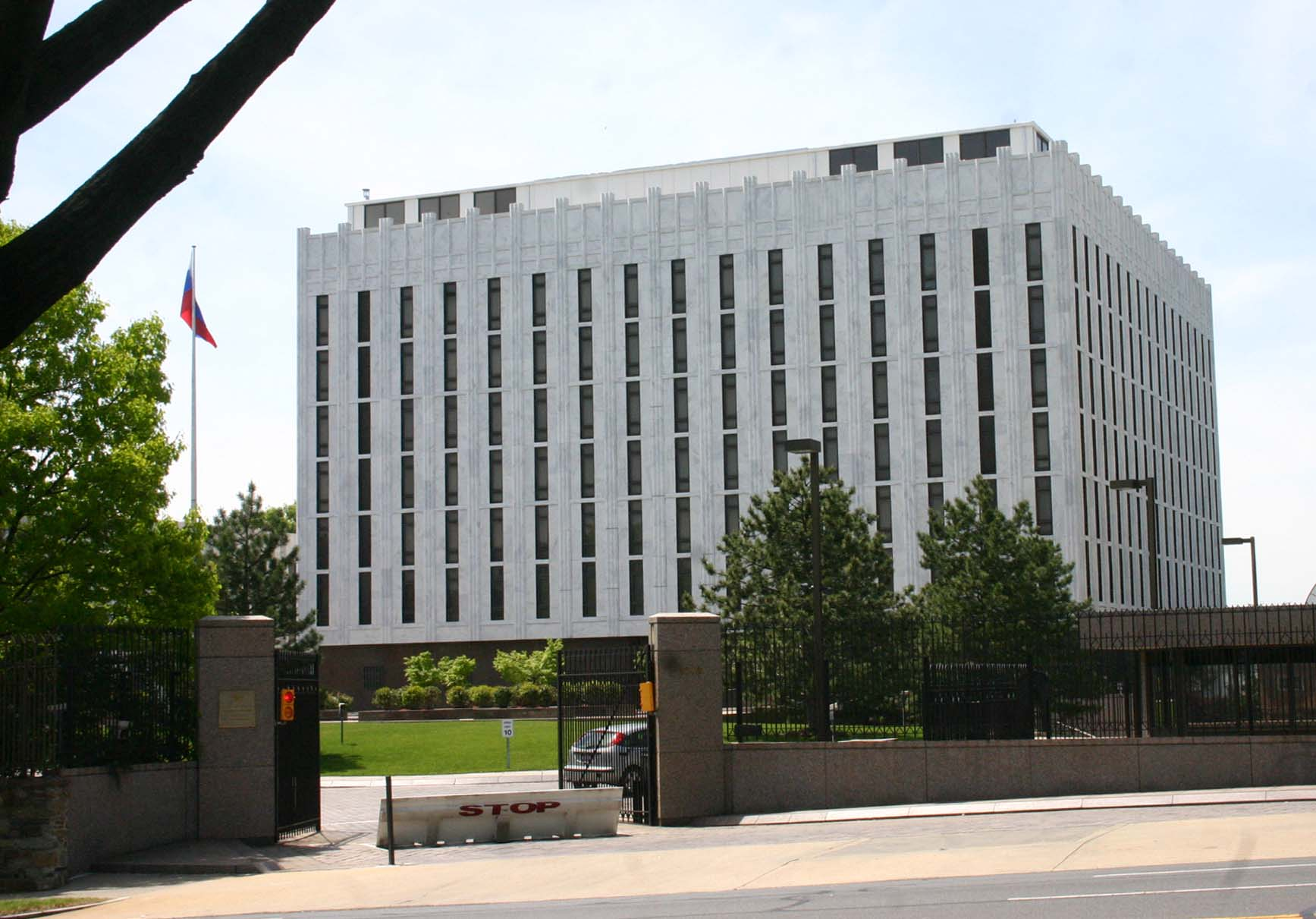
Sede de la embajada
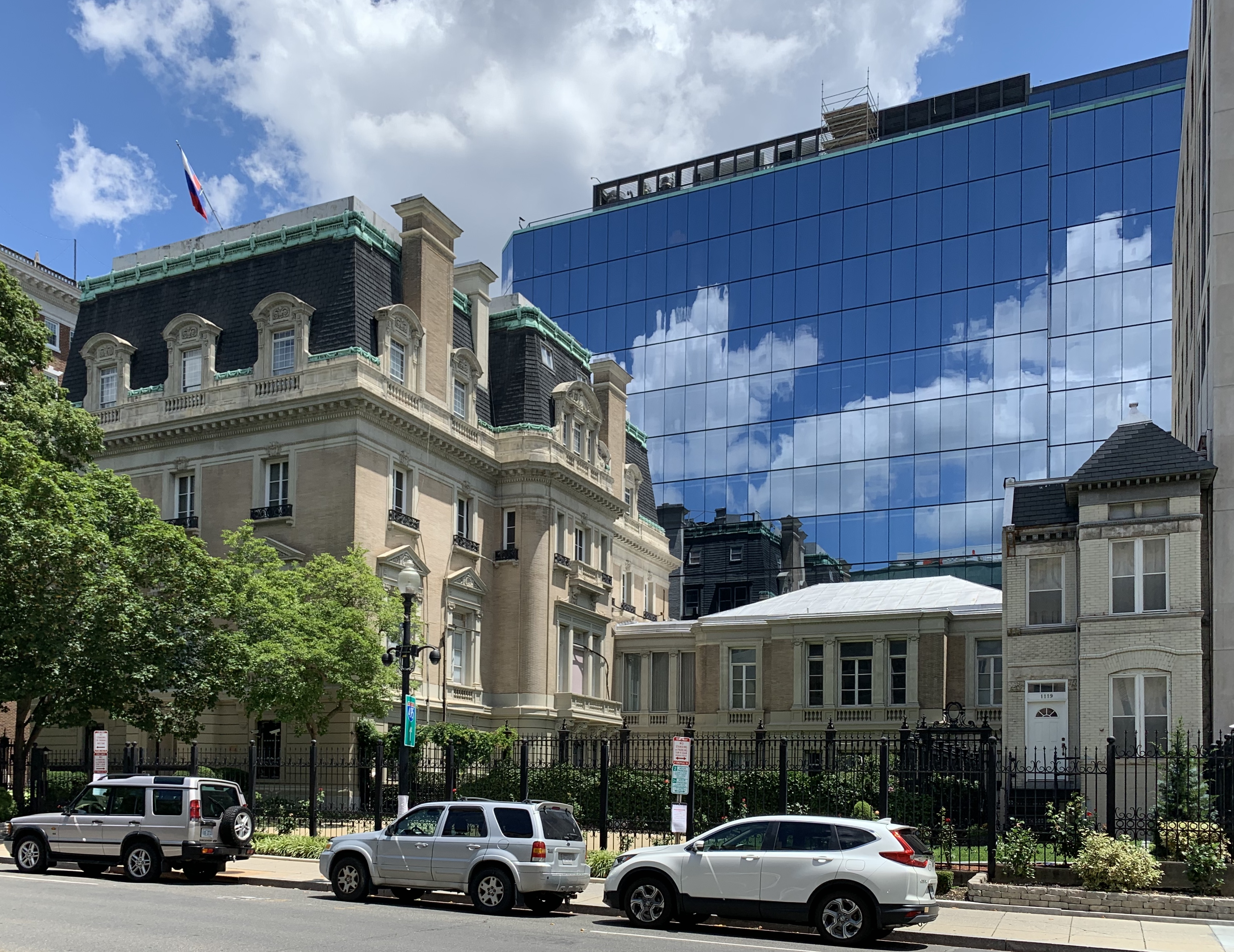
Residencia del embajador
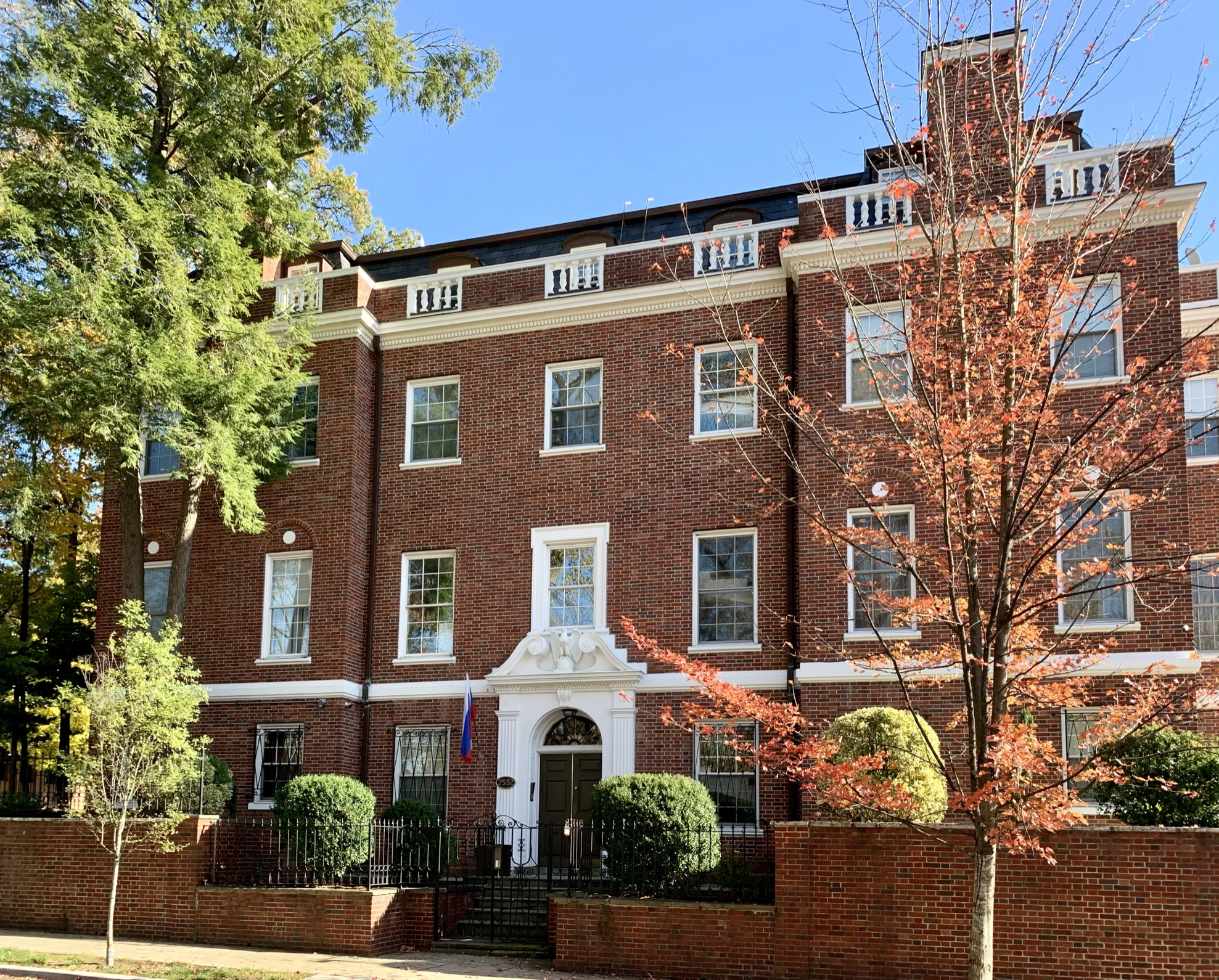
Agregaduría militar, aérea y naval
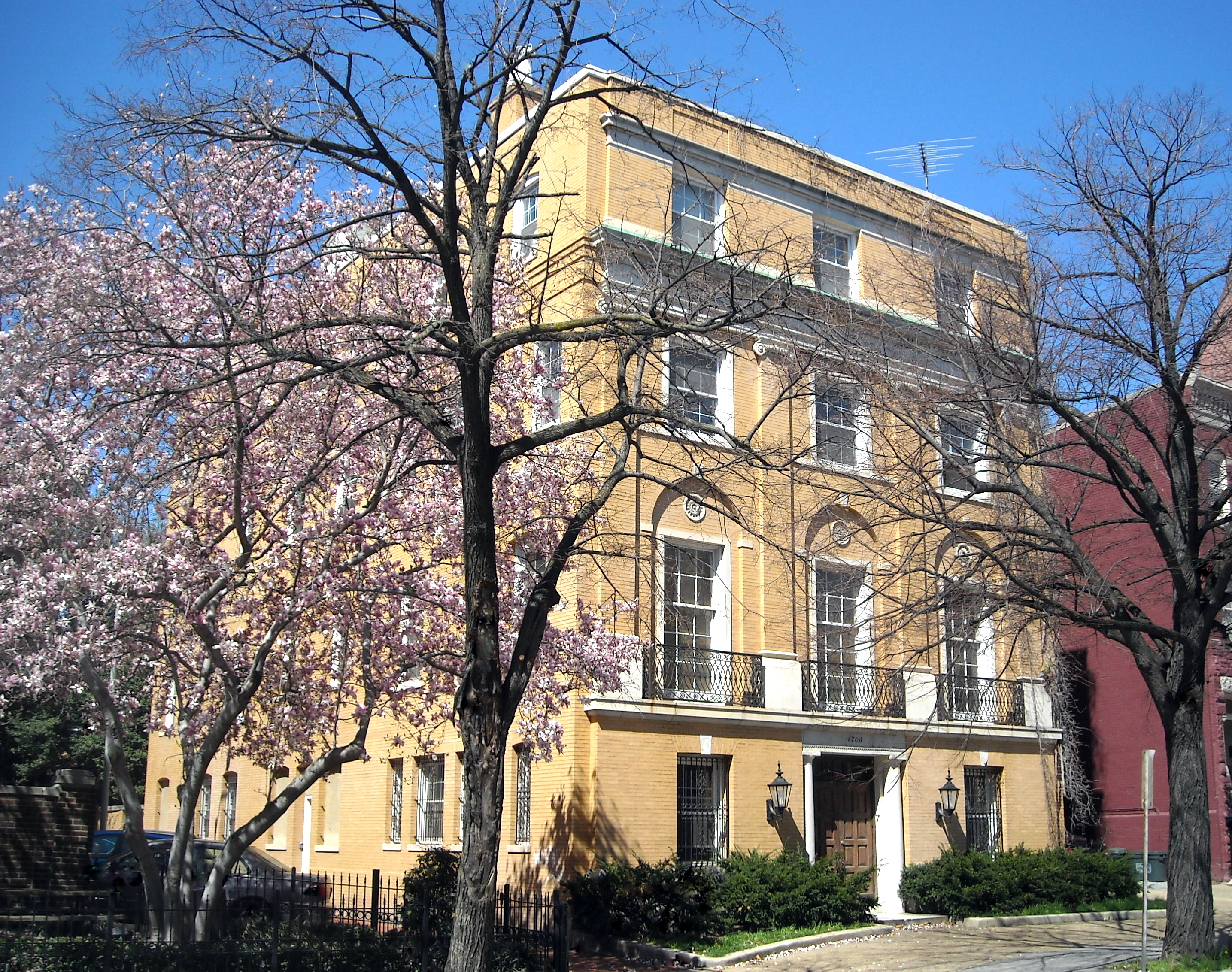
Oficina de la información
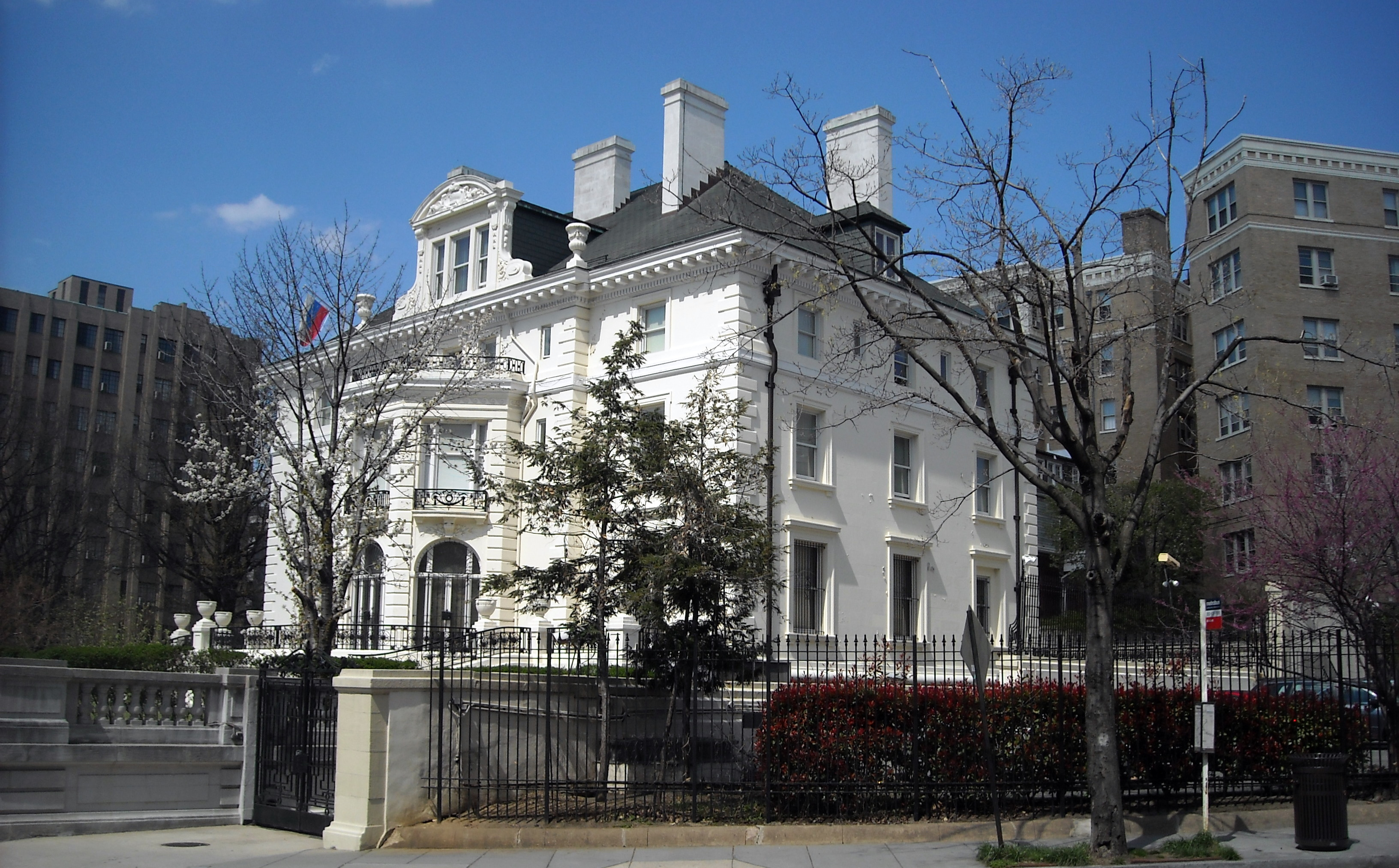
Representante comercial
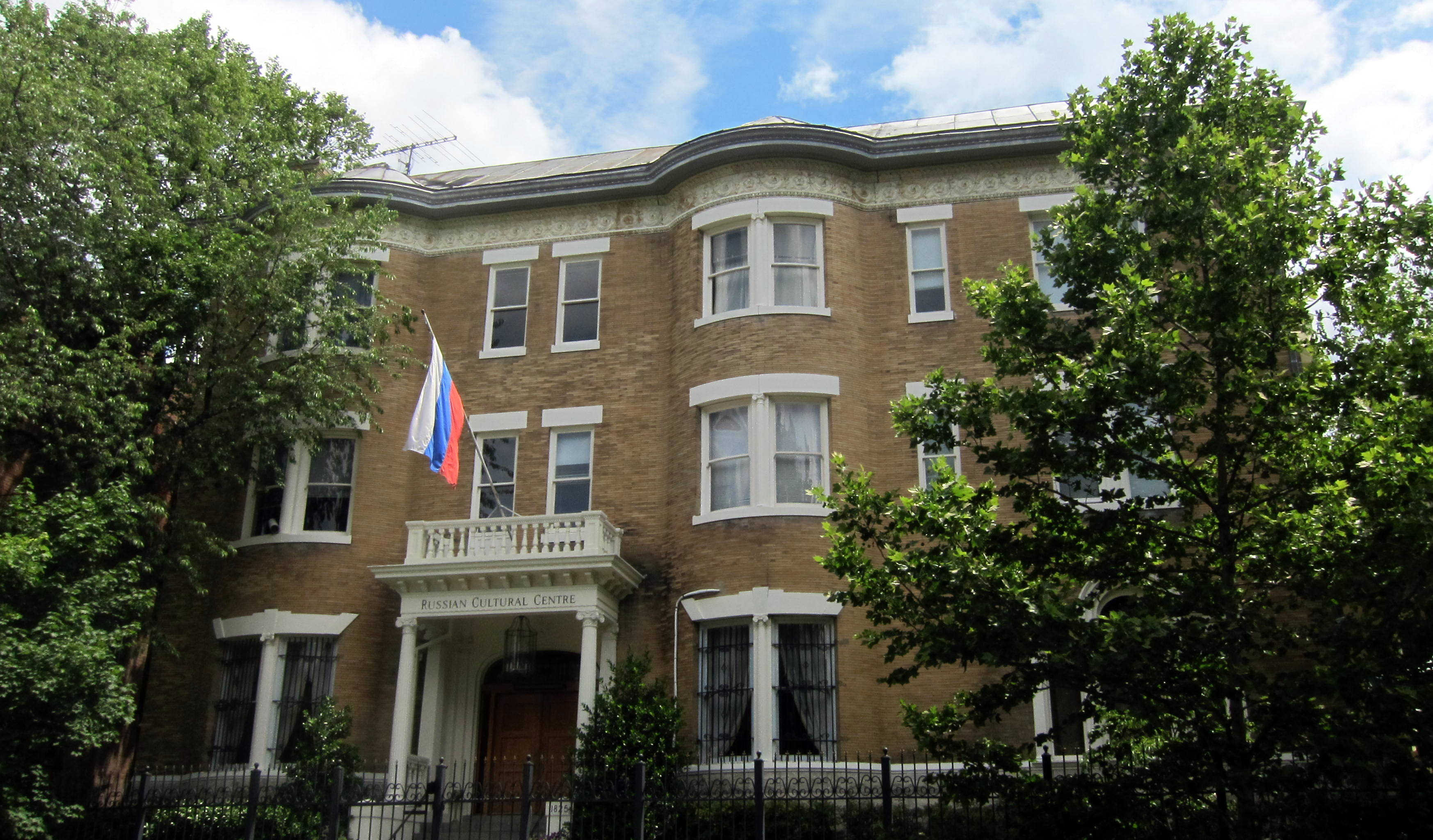
Centro cultural ruso